# Корчинский, Гжегож
Гжегож Ян Корчинский (пол. Grzegorz Jan Korczyński; 17 июня 1915, гмина Любартув — 22 октября 1971 года, Алжир), он же Стефан Ян Киланович — польский генерал, один из руководителей военных спецслужб ПНР. Участник гражданской войны в Испании и Второй мировой войны. Партизанский командир Гвардии Людовой. Руководил еврейским погромом. Функционер карательного аппарата режима ПОРП. Активный участник репрессий против оппозиции; сам подвергался репрессиям в ходе партийной чистки начала 1950-х годов. В 1965—1971 годах — заместитель министра обороны ПНР, начальник военной разведки Народного Войска Польского. Командовал расстрелом рабочих в декабре 1970 года.

## Авантюры юности. Война в Испании
Родился в семье рабочего Стефана Килановича. Потеряв отца в 17-летнем возрасте, оставил учёбу в школе. Работал курьером, разнорабочим, клерком. Он отличался конфликтным характером, склонностью к авантюрам.
В 1937 году уехал в Испанию. Поступил в интербригаду, участвовал в гражданской войне на стороне республиканцев; близко сошёлся с коммунистами. После победы франкистов он перебрался во Францию. В августе 1942 года нелегально вернулся в оккупированную нацистами Польшу.

## Партизанское сопротивление и еврейский погром
Вступил в коммунистическую ППР. Командовал партизанским отрядом Гвардии Людовой в Люблинском регионе. Действовал под псевдонимом Grzegorz (Гжегож), принял имя Гжегож Ян Корчинский. Провёл ряд успешных боевых и диверсионных операций против немецких оккупантов (нападения на железнодорожные станции и тюрьмы, освобождения заключённых, столкновения с жандармерией, уничтожения воинских транспортов). В июле 1943 года бойцы «командира Гжегожа» расстреляли группу нацистских чиновников, возвращавшихся с совещания у Ганса Франка.
В то же время отряд Корчинского осуществил еврейский погром в деревне Людмиловка Красницкого повята. Жертвами расправы стали около 100 человек. При этом Корчинский потребовал с еврейского населения значительный денежный выкуп и санкционировал грабежи.
Отряд Корчинского совершал также нападения на формирования антикоммунистической Армии Крайовой. Владислав Гомулка характеризовал Гжегожа Корчинского как «одного из лучших партизанских командиров страны».

## В карательных органах

### Субъект репрессий
В 1944—1945 годах возглавлял милицию и управление Министерства общественной безопасности в Люблине, Варшаве, Гданьске. Был членом правительственной комиссии «по борьбе с бандитизмом». Руководил спецоперацией по «умиротворению» деревень, сотрудничавших с антикоммунистическим партизанским движением.
В 1946—1948 годах Гжегож Корчинский — заместитель министра общественной безопасности. В 1947 году был одним из руководителей Операции «Висла» — депортации украинского населения из юго-восточных районов Польши.

### Объект репрессий
В сентябре 1948 года был уволен с военной службы и направлен в управление лесной промышленности. 21 мая 1950 года был арестован в ходе партийной чистки, инициированной Болеславом Берутом. Формально Корчинскому инкриминировались убийства при людмиловском погроме. Следствие велось с применением жёстких мер физического воздействия. От Корчинского добивались компрометирующих показаний на Гомулку, но его так и не смогли склонить к сотрудничеству. После четырёхлетнего следствия Корчинский был приговорён к пожизненному заключению. Через несколько месяцев срок был сокращён до 15 лет. Корчинский был освобождён после смерти Берута в апреле 1956 года.

## В военном руководстве
После прихода Гомулки к власти Корчинский снова занял важные военные посты. С конца 1956 года до середины 1965 года он был заместителем начальника II управления Генерального штаба — военной разведки Народного Войска Польского. С 1959 года он являлся членом Центрального комитета ПОРП; также он был депутатом Сейма (парламента) ПНР.
В 1965—1971 годах был заместителем министра национальной обороны ПНР (министерскую должность занимал Мариан Спыхальский, затем Войцех Ярузельский). В 1965—1971 годах был главным инспектором территориальной обороны. В 1968 году получил воинское звание генерал брони.
Политически генерал Корчинский в целом придерживался сталинистских взглядов, однако отличался личной преданностью Гомулке и входил в «партизанскую фракцию» Мочара. Для воззрений Корчинского оставался характерен антисемитизм, проявившийся в событиях 1968 года.

## Командующий расстрелом
В декабре 1970 года на Балтийском побережье вспыхнули массовые рабочие протесты. Гжегож Корчинский возглавил оперативный штаб, руководивший подавлением выступлений, координировавший действия ЗОМО и армейских частей. В штаб также входили вице-премьер Станислав Кочёлек, первый секретарь Гданьского воеводского комитета ПОРП Алоизий Каркошка, заместитель министра внутренних дел генерал Генрик Слабчик, комендант гражданской милиции Гданьского воеводства полковник Роман Кольчиньский.
В результате политического решения руководства ПОРП и приказов военного командования 15—18 декабря 1970 в городах Балтийского побережья погибли  44 человека, ранения получили более 1100 человек. 24 погибших приходились на Гдыню и Гданьск, где войсками командовал Корчинский.
Генерал Тадеуш Тучапский, привлечённый к судебной ответственности за участие в подавлением выступлений в Щецине, назвал Корчинского в числе главных организаторов кровопролития. Список Тучапского включал пять фамилий: Гомулка, Клишко, Кочёлек, Лога-Совинский, Корчинский. Четверо из пятерых относились к партийному руководству и лишь один — Корчинский — к военному командованию.
События 1970 года привели к смене высшего руководства ПНР. Все деятели, перечисленные Тучапским, лишились своих постов. Гомулка и Клишко ушли в отставку. Корчинский, подобно Кочёлеку и Лога-Совинскому, перешёл на дипломатическую службу и был отправлен послом в Алжир. Там он и скончался при невыясненных обстоятельствах (среди версий допускаются убийство или самоубийство).
В похоронах Корчинского на варшавском кладбище Воинские Повонзки, наряду с Ярузельским как министром обороны, принимали участие Мочар и Гомулка.

## Интересные факты и оценки
- После смерти Гжегожа Корчинского предполагался выпуск почтовой марки с его изображением, однако это идея не была одобрена новым партийным руководством во главе с Эдвардом Гереком[7].
- Брат Гжегожа Корчинского-Килановича — Ежи Киланович — также воевал в партизанских отрядах, впоследствии служил в Министерстве общественной безопасности, был военным атташе ПНР.
- По некоторым оценкам, коммунистический выбор Килановича-Корчинского был в значительной степени случайным следствием[8] конфронтационности его характера и авантюрных наклонностей. Воззрения генерала Корчинского основывались не столько на марксизме-ленинизме, сколько на национализме, милитаризме и антисемитизме. В современной Польше в деятельности Корчинского усматриваются черты «политического гангстеризма».